# 中村昇 (哲学者)
中村 昇（なかむら のぼる、1958年10月7日 - ）は、日本の哲学研究者、中央大学教授。専門は英米哲学。ウィトゲンシュタイン、ホワイトヘッド、ベルクソンなど。

## 略歴
長崎県佐世保市生まれ。ラ・サール中学校・高等学校卒業。1984年中央大学文学部仏文科卒業。卒業論文指導教授は丸山圭三郎。1994年同大学院文学研究科哲学専攻博士課程満期退学。大学院では木田元に師事。
1994年駿台予備学校現代文科講師。1998年中央大学文学部専任講師、2000年助教授、2005年教授。2007年Center for Process Studies(アメリカ・カリフォルニア州、クレアモント大学)客員研究員。

## 著書
- 『いかにしてわたしは哲学にのめりこんだのか』春秋社　2003
- 『小林秀雄とウィトゲンシュタイン』春風社　2007
- 『ホワイトヘッドの哲学』講談社選書メチエ 2007
- 『ウィトゲンシュタイン ネクタイをしない哲学者』白水社　哲学の現代を読む 2009
- 『ベルクソン＝時間と空間の哲学』講談社選書メチエ　2014
- 『ウィトゲンシュタイン『哲学探究』入門』教育評論社　2014
- 『落語―哲学』亜紀書房 2018
- 『西田幾多郎の哲学=絶対無の場所とは何か』講談社選書メチエ　2019
- 『続・ウィトゲンシュタイン『哲学探究』入門』教育評論社　2021

## 翻訳
- ルードウィヒ・ウィトゲンシュタイン『色彩について』瀬嶋貞徳共訳　新書館　1997
- アンドレ・コント=スポンヴィル『ささやかながら、徳について』小須田健,C.カンタン共訳　紀伊國屋書店　1999
- アンドレ・コント=スポンヴィル『愛の哲学,孤独の哲学』小須田健,C.カンタン共訳　紀伊國屋書店　2000
- ビンスワンガー,フーコー『夢と実存』荻野恒一,小須田健共訳　みすず書房、1992
- トマス・ネーゲル『どこでもないところからの眺め』山田雅大,岡山敬二,齋藤宜之,新海太郎,鈴木保早共訳　春秋社　2009

## 参考
- 中央大学: